# Atlas (manzana)
Atlas es el nombre de una variedad cultivar de manzano (Malus domestica). 
Criado en la "Central Experimental Farm" (Granja Experimental Central), Ottawa, Canadá, a partir de semillas sembradas en 1898. Introducido aproximadamente en 1924. Las frutas tienen una carne jugosa y suave con un sabor subacido.

## Historia
'Atlas' es una variedad de manzana, desarrollada a partir de una plántula con flores abiertas polinizadas de Winter St. Lawrence a principios de 1900 en la Estación Federal de Investigación Agrícola en Ottawa, Ontario (Canadá) e introducido en 1924.
'Atlas' se cultiva en la National Fruit Collection con el número de accesión: 1950 - 127 y Accession name: Atlas.

## Características
'Atlas' árbol de extensión vertical, de vigor moderado. Tiene un tiempo de floración que comienza a partir del 4 de mayo con el 10% de floración, para el 8 de mayo tiene una floración completa (80%), y para el 14 de mayo tiene un 90% caída de pétalos.
'Atlas' tiene una talla de fruto de mediano a grande; forma truncado cónico; con nervaduras medio-fuerte; piel es lisa, epidermis con color de fondo amarillo blanquecino, con un sobre color naranja, importancia del sobre color alto, y patrón del sobre color rayado, "russeting" (pardeamiento áspero superficial que presentan algunas variedades) muy bajo; pedúnculo corto a mediano y bastante robusto, colocado en una cavidad profunda; carne de color blanco cremoso con algunas manchas rojas al lado de la piel; textura gruesa, crujiente y firme; sabor moderadamente jugoso, enérgico y sabroso.
Su tiempo de recogida de cosecha se inicia a principios de septiembre. Mantiene uno o dos meses en almacenamiento.

## Usos
Una buena manzana de uso de postre fresca en mesa, pero también funciona bien en pasteles y salsas.